# 割據
割據是指在一個國家内，一些可称为军阀、豪強的地方政治勢力或政權，擁有一定武裝力量，对外强调其控制之地區脱离原国管治架构而高度自治，不承认既有中央政府的地籍、税赋、人事等对地方的管治权力，形同分裂對抗中央的情況。

## 歷史例子

### 亞洲
中國
- 晉國六卿割據（東周晉國）
- 秦末民變（秦朝末年大澤起義至西漢初年垓下之戰）
- 新末民變（新朝末年赤眉、綠林起事至東漢初年劉秀登基）
- 州牧割據（東漢末期、三國時代）
- 八王之亂（西晉年間）
- 五胡十六國（西晉末年永嘉之亂至北魏統一華北）
- 隋末民变（隋朝末年至唐太宗統一全国）
- 河朔三镇（唐朝中晚期、五代十國）
- 元末民變（元朝末年至朱元璋统一全国）
- 明末民變（明朝末年至康熙滅三藩、明鄭）
- 民國軍閥（中華民國大陸時期）

日本
- 平安时代末期（治承·壽永之亂）
- 南北朝時代
- 戰國時代

朝鮮半島
- 前三國時代
- 朝鮮三國時代
- 後三國時代

印度
- 印度戰國時代

西亞
- 繼業者時期
- 安息帝国晚期
- 阿拉伯帝國滅亡前

#### 中南半島
越南
- 十二使君時期

缅甸
- 当今（割据政权有果敢、佤邦、掸邦东部第四特区等）

### 歐洲
西歐
- 神聖羅馬帝國晚期
- 德意志聯邦（神聖羅馬帝國滅亡後至普魯士統一德意志前）
- 意大利城邦（西羅馬帝國滅亡後至薩丁王國統一意大利前）

東歐
- 俄國內戰時期

## 参見
- 内战
- 民变
- 军阀
- 国家分裂
- 残存国家
- 农民起义
- 酋長式民主（英语：Cacique democracy）